# Řevnice
Řevnice (pronunție în cehă [ˈr̝ɛvɲɪtsɛ]) este un oraș și o comună din districtul Praga-Vest din regiunea Boemia Centrală din Cehia. Are o populație de aproximativ 3.800 de locuitori.
Principalul obiectiv turistic al orașului Řevnic este Biserica „Sfântul Mauriciu”. Inițial construită în stil romanic, a fost refăcută în stil baroc între 1749–1753.

## Etimologie
Numele a fost derivat din numele personal Řevna, care are sensul de „satul oamenilor lui Řevna”. Numele personal în sine a fost derivat din adjectivul řevný, care are sensul de „zelos” sau „înflăcărat” în limba cehă veche.

## Geografie
Řevnice se află la aproximativ 16 kilometri (10 mi) sud-vest de Praga. Cea mai mare parte a teritoriului comunei se află în Munții Brdy, doar partea de nord a comunei se află în Munții Hořovice. 
Cel mai înalt punct al comunei este dealul Strážný vrch aflat la 507 metri (1.663 ft) deasupra nivelului mării.
Orașul se găsește pe ambele maluri ale râului Berounka.

## Istorie
Prima mențiune scrisă despre Řevnice datează din anul 1253.
La sfârșitul secolului al XIX-lea, satul a fost promovat ca orașul târg, iar în 1968, Řevnice a fost promovat ca oraș.

## Transporturi

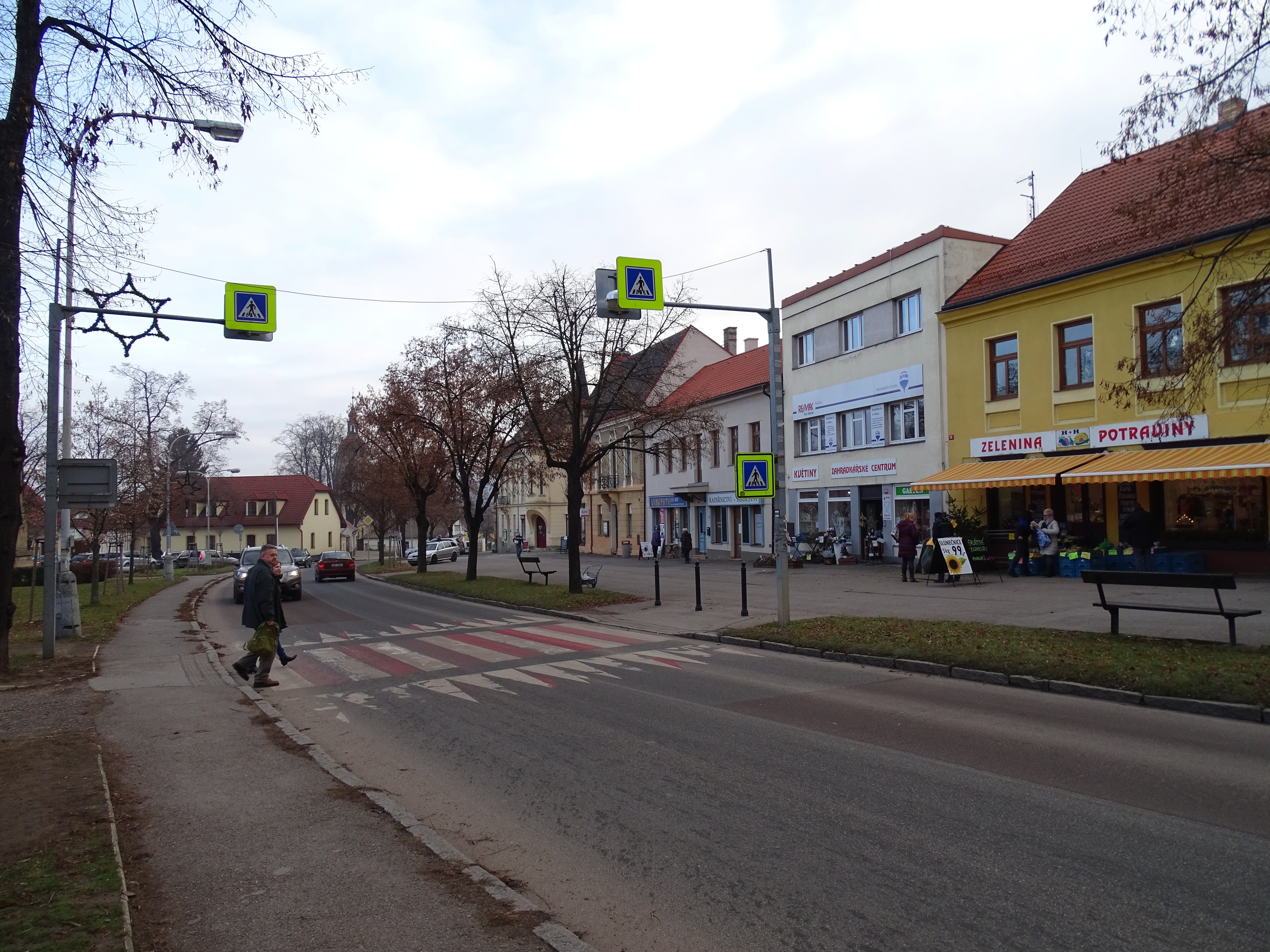
Piața orașului

Řevnice se află pe linia de cale ferată Praga – Beroun.

## Obiective turistice

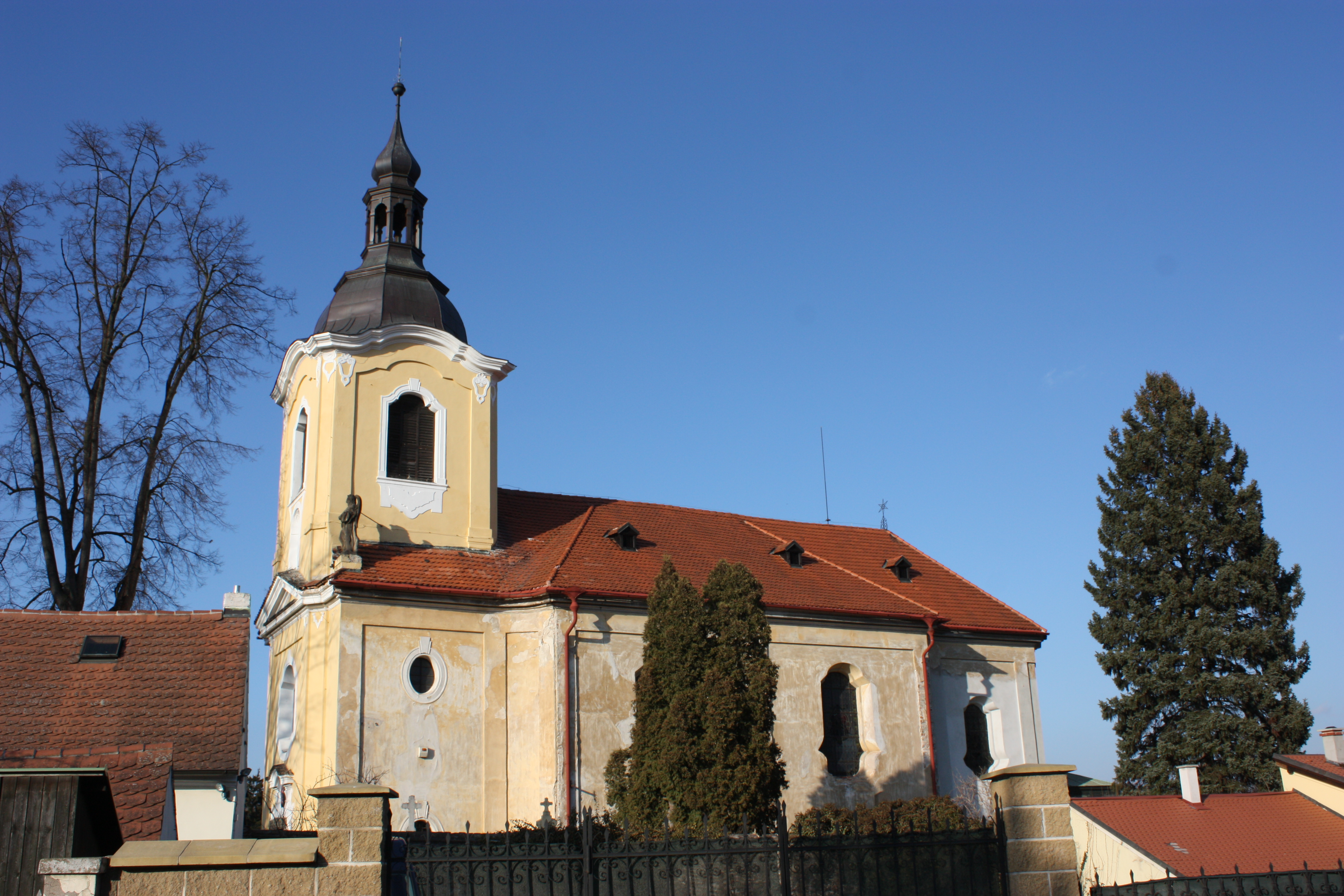
Biserica „Sfântul Mauriciu”

Principalul obiectiv turistic al orașului Řevnic este Biserica „Sfântul Mauriciu”. În oraș se găseau două biserici: biserica romanică „Sfântul Mauriciu” și biserica gotică a Fecioarei Maria. La mijlocul secolului al XVIII-lea, ambele au ajuns în paragină și, prin urmare, au fost demolate. Au fost înlocuite de actuala Biserică „Sfântul Mauriciu”, construită în stil baroc între 1749–1753.

## Persoane notabile
- Ludmila Vaňková⁠(d) (născută în 1927), scriitoare și politician local
- Martina Navratilova (născută în 1956), jucătoare de tenis ceho-americană; a crescut aici